# Voyage – with Steve Kujala
Voyage – with Steve Kujala är ett duoalbum från 1985 med den amerikanska pianisten Chick Corea och den amerikanska flöjtisten Steve Kujala.

## Låtlista
Alla låtar är skrivna av Chick Corea om inget annat anges.
1. Mallorca – 10:55
2. Diversions (Chick Corea/Steve Kujala) – 12:54
3. Star Island – 5:40
4. Free Fall (Chick Corea/Steve Kujala) – 8:37
5. Hong Kong – 7:40

## Medverkande
- Chick Corea – piano
- Steve Kujala – flöjt